# 賦稅人權宣言
賦稅人權宣言於2012年由聯合國NGO世界公民總會與世界之愛和平總會所共同發起。宣言內容強調政府在對人民徵稅時，應保障人民基本人權。